# Punto final de comunicación
Una punto final de comunicación es un tipo de nodo de red de comunicación. Es una interfaz expuesta por un comunicante o un canal de comunicación. Un ejemplo de punto final del último tipo sería un tema en un foro o un grupo de un sistema de comunicación.